# Pablo Lavandeira
Pablo Lavandeira, vollständiger Name Pablo Damián Lavandeira Hernández, (* 11. Mai 1990 in Pando) ist ein uruguayischer Fußballspieler.

## Karriere

### Verein
Der je nach Quellenlage 1,72 Meter oder 1,73 Meter große Mittelfeldspieler Lavandeira spielte in der Jugend in den Jahren 2004 bis 2008 für Peñarol Montevideo. Er stand in der Clausura 2008 auf Leihbasis im Kader des seinerzeitigen Erstligisten Tacuarembó FC. In jener Halbserie bestritt er zehn Spiele in der Primera División und schoss dabei ein Tor. In der Apertura wurde er weitere vier Mal bei den Norduruguayern eingesetzt. Die Apertura 2010 verbrachte er in der Segunda División beim Huracán FC. Die Statistik weist dort zwei Spiele und zwei Tore für ihn aus. In der Apertura 2011 war er für den Erstligisten Cerro Largo FC aktiv und lief 13-mal in der Liga auf.
Im chilenischen Spieljahr 2012 stand er ab Januar 2012 bei Antofagasta unter Vertrag und absolvierte neun Begegnungen in der dortigen Primera División sowie drei Spiele in der Copa Chile. Sodann bestritt er in der Rückrunde der Spielzeit 2012/13 elf Partien (kein Tor) für den uruguayischen Verein Progreso. Zur Saison 2013/14 wechselte er innerhalb der Stadt zu den Montevideo Wanderers. Dort lief er in den beiden Spielen des Klubs im Rahmen der Copa Sudamericana 2013 auf, bei der sein Verein in der ersten Runde scheiterte. In der Liga bestritt er bis zu seinem letzten Einsatz am 1. Dezember 2013 neun Partien (kein Tor).
Ende Dezember 2013 wechselte er zur Clausura 2014 nach Mexiko zu Atlético San Luis. Dort lief er in 13 Ligaspielen der Liga de Ascenso auf und erzielte ein Tor. Auch absolvierte er drei Begegnungen in der Copa México.
Zur Apertura 2014 kehrte er nach Uruguay zurück und spielt fortan entgegen ersten Meldungen nicht für den Erstligaaufsteiger Rampla Juniors, sondern schloss sich dem Zweitligisten Villa Teresa an. In der Apertura 2014 wurde er elfmal (vier Tore) in der zweithöchsten uruguayischen Spielklasse eingesetzt. Anfang Januar 2015 wechselte er nach Peru zu UTC Cajamarca. Für die Peruaner bestritt er 30 Erstligaspiele (fünf Tore) und neun Partien (ein Tor) in der Copa Inca. Zum Jahresanfang 2016 schloss er sich Deportivo Municipal an. Dort lief er 44-mal (neun Tore) in der Primera División und zweimal (kein Tor) in der Copa Sudamericana 2016 auf.
Anfang Januar 2017 verpflichtete ihn Sport Rosario, wechselte allerdings nach einem halben Jahr zu Deportivo Municipal. Den peruanischen Erstligisten verließ Lavandeira 2018 nach einem Jahr und wurde vom Stadtrivalen Universitario de Deportes in Lima verpflichtet. Von seinen zweieinhalb Jahren bei Universitario war er ein Jahr Leihspieler bei Audax Italiano La Florida in der chilenischen ersten Liga.
Zum Jahresbeginn 2021 kehrte Lavandeira nach Peru zurück und spielte ein Jahr für Ayacucho FC. Seit 2022 ist er bei Alianza Lima unter Vertrag.

### Nationalmannschaft
Lavandeira war Mitglied der von Ángel Castelnoble trainierten uruguayischen U-15-Auswahl, die bei der U-15-Südamerikameisterschaft 2005 in Bolivien teilnahm. Er spielte in der uruguayischen U-17-Nationalmannschaft und gehörte zum Kader bei der U-17-Südamerikameisterschaft 2007 in Ecuador.